# SEXテープ
『SEXテープ』（セックステープ、Sex Tape）は、2014年のアメリカ合衆国のコメディ映画。
日本では当初ソニー・ピクチャーズ エンタテインメントの配給で2014年8月22日に劇場公開される予定だったが急遽中止となった。だがその後、「カリテ・ファンタスティック!シネマ・コレクション2015」の中の一作として2015年6月9日から限定公開された。

## ストーリー
アニーとジェイの夫婦は、二人の子供にも恵まれ幸せな日々を送っていたが、いつしか倦怠期気味になってしまいセックスレスに陥っていた。夫のジェイは夫婦の熱い関係を取り戻すべく、二人のSEXを撮影することを思いつく。この彼の提案に妻のアニーも賛成し、二人は久しぶりに刺激的な夜を過ごすのだった。
だが翌日、ジェイは昨晩のSEX動画が「クラウド」に誤ってアップされてしまったことを知る。二人の過激な動画は瞬く間に拡散されてしまい、いつしか町の住民のほとんどがその動画の閲覧者になっていた。アニーとジェイはこれ以上の拡散を防ぐため、ついに最終手段に打って出る。

## キャスト
※括弧内は日本語吹替
- アニー - キャメロン・ディアス（沢海陽子）
- ジェイ - ジェイソン・シーゲル（森川智之）
- ロビー - ロブ・コードリー（宮崎敦吉）
- テス - エリー・ケンパー（西村野歩子）
- ハンク・ローゼンバーグ - ロブ・ロウ（中尾一貴）
- 「YouPorn」のオーナー - ジャック・ブラック（クレジットなし）（高木渉）